# Balendin Enbeita

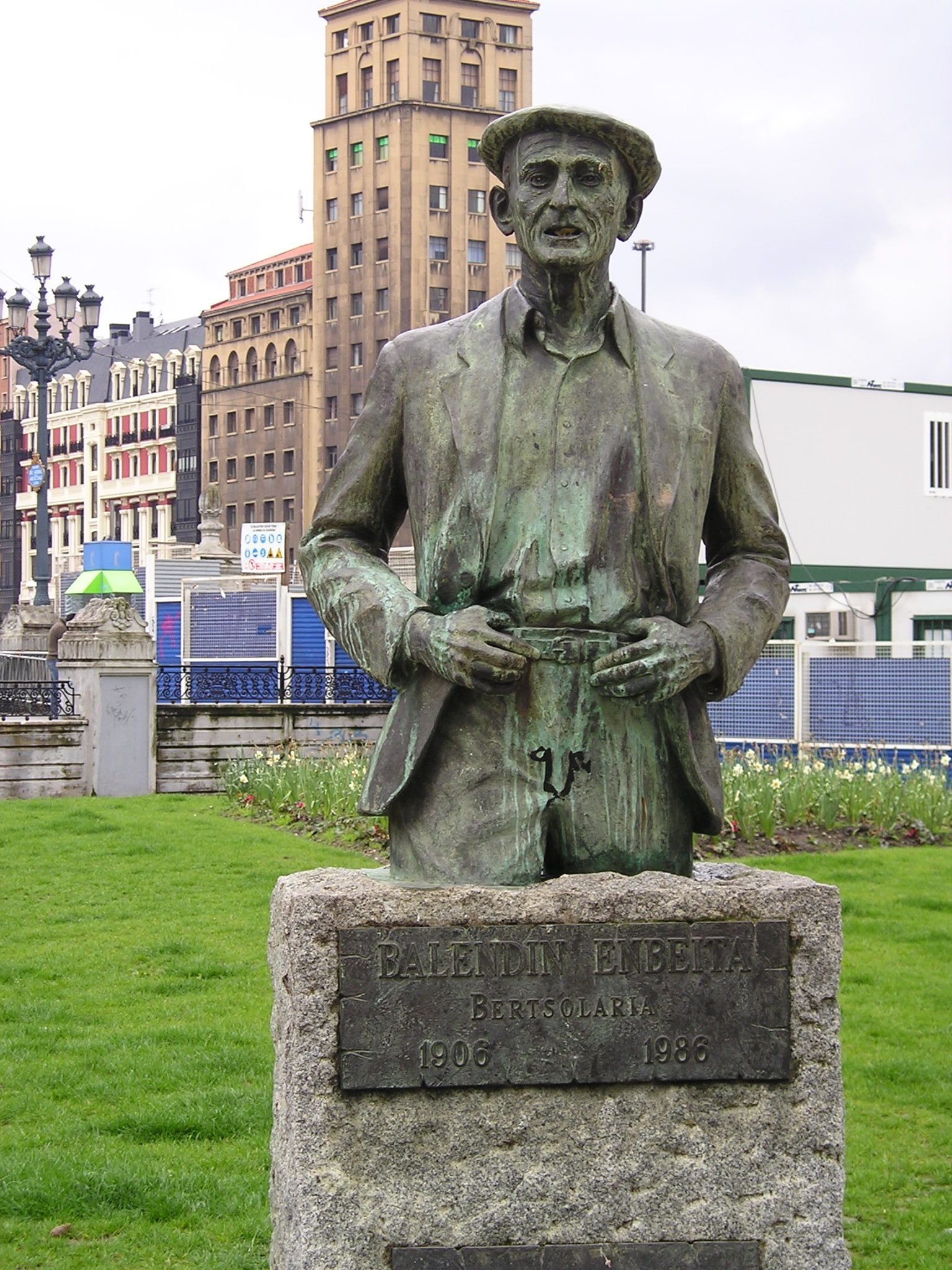
Statue zu Ehren Balendin Enbeitas

Balendin Enbeita (* 20. Mai 1906 in Muxika; † 20. November 1986) war ein baskischer Bertsolari und Schriftsteller.
Balendin Enbeita wurde 1906 im bizkainischen Muxika in eine bekannte Bertsolarifamilie geboren. Sein Vater war Kepa Enbeita Urretxindorra, sein Großvater Juan Antonio Enbeita alias Txotxojeuri.
Seine ersten Auftritte hatte Enbeita mit achtzehn Jahren in Eibar. Zwei Bertsolariwettkämfe gewann er als dreiundzwanzigjähriger in Mungia sowie ein Jahr später in Getxo.
Im spanischen Bürgerkrieg, in dem er für die baskische Regierung kämpfte, wurde er verwundet und später zu einer zwölfjährigen Freiheitsstrafe verurteilt, von der er vier Jahre absitzen musste.
Seine öffentlichen Auftritte nahm er 1954 wieder auf. 1958 und 1959 gewann er die ersten bizkainischen Wettbewerbe.
1958 gründete er in Ariatza die erste Bertsolarischule, die viele erfolgreiche Bertsolaris hervorbrachte, darunter Enbeitas eigene Söhne aber auch Jon Lopategi, Jon Mugartegi, Deunoro Sardui, Ireneo Ajuria. Er gilt als der bedeutendste Förderer des Bertsolari in Bizkaia.
1980 starb Enbeita bei einem Arbeitsunfall in seinem Baserri.

## Werke
- Nere Apurra, Tolosa 1974
- Bizitzaren joanean, Donostia 1986